# 田辺工業
田辺工業株式会社（たなべこうぎょう、Tanabe Engineering Corporation）は、新潟県上越市に本社を置くプラント事業を行う企業。アルビレックス新潟のオフィシャルクラブパートナー。

## 沿革
- 1969年（昭和44年）2月1日 - 新潟県西頸城郡青海町（現糸魚川市）にて設立。
- 1993年（平成5年）9月22日 - 株式を店頭公開（2007年4月23日上場廃止）。
- 2003年（平成15年）11月 - 本社を新潟県上越市に移転
- 2007年（平成19年）3月22日 - 東京証券取引所第2部上場。
- 2020年（令和2年）東日本電信電話（NTT東日本）と業務提携を締結[2]。
- 2023年（令和5年）1月4日 - 東京本社を東京都千代田区神田駿河台に移転。[3]
- 2025年（令和7年）末 - 鋳造用工業炉事業廃止予定。[4]

## 事業所
四国のみ事業所がない。
- 本社：新潟県上越市、東京本社：東京都千代田区
- 支店：大阪、名古屋、青海、北陸、千葉、鹿島、大牟田
- 出張所：富山
- 営業所：新潟、新井、成田、伊勢崎、京浜、豊橋、滋賀、長野、富山、酒田
- その他：幕張エンジセンター、デジタルイノベーションセンター、埼玉技術センター、姫路技術センター